# エリック・パターソン
エリック・スコット・パターソン（Eric Scott Patterson, 1983年4月8日 - ）は、アメリカ合衆国フロリダ州タラハシー出身の元プロ野球選手（外野手）。右投左打。
兄は元プロ野球選手（外野手）のコーリー・パターソン。

## 経歴

### プロ入りとカブス時代
2001年のMLBドラフトでコロラド・ロッキーズから23巡目（全体694位）で指名されたが、この時は入団せず進学した。
2003年7月に開催されたサントドミンゴパンアメリカン競技大会の野球アメリカ合衆国代表に選出された。
2004年のMLBドラフトでシカゴ・カブスから8巡目（全体246位）で指名され、8月30日に入団した。
2007年8月6日にメジャーデビュー。主に代打として7試合に出場し、打率.250をマーク。

### アスレチックス時代
2008年7月8日にトレードでオークランド・アスレチックスへ移籍した。
2010年6月22日にDFAとなった。

### レッドソックス時代
2010年6月26日にトレードでボストン・レッドソックスへ移籍した。この年は2球団合計でキャリアハイとなる90試合に出場した。

### パドレス時代
2010年12月16日にトレードでサンディエゴ・パドレスへ移籍した。
2011年は47試合の出場に終わり、オフの12月9日に自由契約となった。

### パドレス退団後
2011年12月16日にデトロイト・タイガースとマイナー契約を結び、2012年のスプリングトレーニングに招待選手として参加することになった。開幕後はAAA級トレド・マッドヘンズに所属したが、メジャー昇格の機会はなく、6月20日に自由契約となった。
2013年3月に独立リーグ・アトランティックリーグのヨーク・レボリューションと契約した。
2013年7月13日にミルウォーキー・ブルワーズとマイナー契約を結んだ。9月26日に自由契約となった。
2014年1月9日にシカゴ・ホワイトソックスとマイナー契約を結んだが、3月20日に自由契約となった。その後、アトランティックリーグのヨーク・レボリューションと再契約し、2015年まで2シーズン在籍して引退した。

### 現役引退後
2017年7月に母校のジョージア工科大学のアシスタントコーチに就任。
2019年にシカゴ・カブス傘下A級サウスベンド・カブスの打撃コーチに就任。
2022年からはルーキー級アリゾナ・コンプレックスリーグ（ACL）のACLカブスの打撃コーチを務める。

## 選手としての特徴
ポジションは本来は二塁手だが、メジャーでは左翼手としてプレーしている。2007年のマイナー在籍時から外野を守り始めた。
2007年にAAA級で24盗塁を決めたように、兄のコーリー・パターソンと同じく足が速い。

## 詳細情報

### 年度別打撃成績
| 年 度     | 球 団     | 試 合 | 打 席 | 打 数 | 得 点 | 安 打 | 二 塁 打 | 三 塁 打 | 本 塁 打 | 塁 打 | 打 点 | 盗 塁 | 盗 塁 死 | 犠 打 | 犠 飛 | 四 球 | 敬 遠 | 死 球 | 三 振 | 併 殺 打 | 打 率 | 出 塁 率 | 長 打 率 | O P S |
| --------- | --------- | ----- | ----- | ----- | ----- | ----- | -------- | -------- | -------- | ----- | ----- | ----- | -------- | ----- | ----- | ----- | ----- | ----- | ----- | -------- | ----- | -------- | -------- | ----- |
| 2007      | CHC       | 7     | 9     | 8     | 0     | 2     | 1        | 0        | 0        | 3     | 0     | 0     | 0        | 1     | 0     | 0     | 0     | 0     | 3     | 0        | .250  | .250     | .375     | .625  |
| 2008      | CHC       | 13    | 44    | 38    | 5     | 9     | 1        | 0        | 1        | 13    | 7     | 2     | 1        | 0     | 1     | 5     | 0     | 0     | 12    | 1        | .237  | .318     | .342     | .660  |
| 2008      | OAK       | 30    | 104   | 92    | 11    | 16    | 3        | 0        | 0        | 19    | 8     | 8     | 0        | 0     | 0     | 12    | 0     | 0     | 24    | 0        | .174  | .269     | .207     | .476  |
| '08計     | OAK       | 43    | 148   | 130   | 16    | 25    | 4        | 0        | 1        | 32    | 15    | 10    | 1        | 0     | 1     | 17    | 0     | 0     | 36    | 1        | .192  | .284     | .246     | .530  |
| 2009      | OAK       | 39    | 110   | 94    | 15    | 27    | 5        | 1        | 1        | 37    | 11    | 6     | 1        | 0     | 2     | 14    | 0     | 0     | 25    | 0        | .287  | .373     | .394     | .766  |
| 2010      | OAK       | 45    | 111   | 103   | 13    | 21    | 5        | 2        | 4        | 42    | 9     | 6     | 0        | 1     | 0     | 7     | 0     | 0     | 31    | 1        | .204  | .255     | .408     | .662  |
| 2010      | BOS       | 45    | 93    | 84    | 13    | 19    | 3        | 3        | 2        | 34    | 7     | 5     | 1        | 1     | 0     | 7     | 0     | 1     | 31    | 1        | .226  | .293     | .405     | .698  |
| '10計     | BOS       | 90    | 204   | 187   | 26    | 40    | 8        | 5        | 6        | 76    | 16    | 11    | 1        | 2     | 0     | 14    | 0     | 1     | 62    | 2        | .214  | .272     | .406     | .679  |
| 2011      | SD        | 47    | 103   | 89    | 8     | 16    | 2        | 1        | 2        | 26    | 8     | 8     | 2        | 0     | 2     | 12    | 0     | 0     | 22    | 1        | .180  | .272     | .292     | .564  |
| 通算：5年 | 通算：5年 | 226   | 574   | 508   | 65    | 110   | 20       | 7        | 10       | 174   | 50    | 35    | 5        | 3     | 5     | 57    | 0     | 1     | 148   | 4        | .217  | .294     | .343     | .637  |

- 2011年度シーズン終了時

### 背番号
- 3（2007年、2010年）
- 4（2008年 - 2009年）
- 1（2009年 - 2010年）
- 9（2011年）

### 代表歴
- 2003年パンアメリカン競技大会野球アメリカ合衆国代表